# Keiko Fujimori
Keiko Sofía Fujimori Higuchi, född 25 maj 1975 i Lima, är en peruansk politiker.
Keiko Fujimori är äldsta barnet av fyra till den tidigare peruanske presidenten Alberto Fujimori och Susana Higuchi. Hon gick 1992 ut gymnasieskolan Sagrados Corazones Recoleta i Lima och studerade därefter företagsekonomi vid Stony Brook University i New York i USA. Hon återvände emellertid till Peru 1994. Efter föräldrarnas skilsmässa fråntogs modern sin titel som "Primera Dama de la Nación", och Fujimori utsåg i stället sin dotter Keiko, då 19 år gammal, den yngsta i Amerikas historia med den titeln. Hon upprätthöll titeln från april 1994 till november 2000.
Hon har senare tagit en kandidatexamen i företagsekonomi vid Boston University 1997 och en magisterexamen företagsekonomi från Columbia University i New York 2004.
Mellan 1994 och 2000 arbetade hon med välgörenhetsarbete i Peru som chef för barnstiftelsen Fundación por los Niños del Perú och grundare av Fundación Peruana Cardioinfantil, den senare inriktad på hjärtsjuka barn. Sedan fadern år 2000 störtats som president och lämnat landet, flyttade Keiko Fujimori till USA för fortsatta studier. Sedan rättsprocesser inletts mot hennes far i Peru, återvände Keiko Fujimori till hemlandet 2005 och inledde där en politisk karriär. Hon blev invald i kongressen i april 2006.  
År 2009 grundade hon ett eget parti, Fuerza 2011, med sikte på att vinna det peruanska presidentvalet 2011 på en högerpopulistisk plattform. I den första omgången den 10 april 2011 kom hon på andra plats. I och med att vinnaren, Ollanta Humala, fick mindre än 50 % de av avlagda rösterna, blev det en avgörande valomgång i juni 2011 mellan Ollanta Humala och Keiko Fujimori, där Humala vann.
Keiko Fujimori är sedan juli 2004 gift med den nordamerikanske affärsmannen Mark Villanella.